# クリスティ・グロベラー
クリスティ・グロベラー（Christie Grobbelaar、2000年5月25日 - ）は、南アフリカ共和国のラグビーユニオン選手。

## プロフィール
- 南アフリカ共和国出身[1]。
- ポジションはセンター(CTB)。
- 身長 192cm、体重 95kg
- 7人制南アフリカ共和国代表に選ばれた[2]。

## 略歴
2024年、2024パリ五輪の7人制南アフリカ共和国代表に選ばれて銅メダル獲得。